# Atheliales
Ordre
L’ordre des Atheliales est un ordre de champignons basidiomycètes de la classe des Agaricomycetes. 
Il ne comporte qu’une seule famille : la famille des Atheliaceae. Tant l'ordre que la famille ont été décrits par en 1981.
Selon une estimation de 2008, la famille comprend 22 genres et 106 espèces.

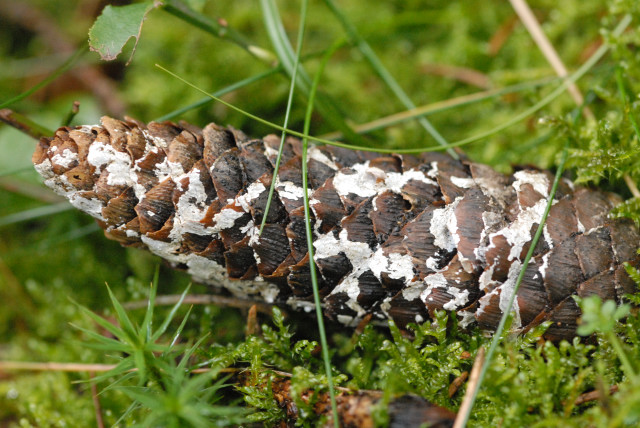
Athelia bombacina sur une pomme de pin

## Taxonomie de l'ordre desAtheliales

### Famille desAtheliaceae
- Genre Amphinema
- Genre Athelia
- Genre Athelicium
- Genre Athelocystis
- Genre Athelopsis
- Genre Butlerelfia
- Genre Byssocorticium
- Genre Byssoporia
- Genre Digitatispora
- Genre Elaphocephala
- Genre Fibulomyces
- Genre Hypochnella
- Genre Hypochniciellum
- Genre Leptosporomyces
- Genre Lobulicium
- Genre Lyoathelia
- Genre Melzericium
- Genre Mycostigma
- Genre Piloderma
- Genre Pteridomyces
- Genre Taeniospora
- Genre Tylospora

## Liste des familles
Selon Catalogue of Life (26 mai 2013) et NCBI (26 mai 2013) :
- famille des Atheliaceae